# ولسوالی خم‌آب
ولسوالی خم‌آب یکی از ولسوالی‌های ولایت جوزجان در شمال افغانستان است. جمعیت آن در سال ۲۰٢٠ میلادی، ١۵٬٨١١ نفر اعلام شده‌است. این ولسوالی در ۱۷۵ کیلومتری شمال شهر شبرغان موقعیت دارد. از طرف شمال با ترکمنستان در شرق با ولسوالی قرقین، در جنوب با ولسوالی خواجه‌‌دوکوه و در غرب با ترکمنستان هم سرحد است. رود آمودریا در انتهای شمالی ولسوالی جریان دارد و بخشی از مرز بین‌المللی را تشکیل می‌دهد. در داخل این ولسوالی غربی‌ترین نقطه رود در قلمرو افغانستان قرار دارد که پایین‌ترین نقطه کشور نیز محسوب می‌شود (حدود ۲۵۵ متر بالاتر از سطح دریا). سواحل رود در خامیاب و پایین رود در قرقین، ده‌ها سال است که با پیدایش جزایر و خط مرزی متحرک، در سمت افغانستان دچار فرسایش شده است. سیل به زمین‌های کشاورزی مردم محلی خسارت وارد کرده است.

## منبع‌ها
1. ↑  «برآورد نفوس کشور:١٣٩٩» (PDF). اداراه احصائیه مرکزی افغانستان. ٢٨ می ٢٠٢٠. بایگانی‌شده از اصلی (PDF) در ۳ ژوئیه ۲۰۲۰. دریافت‌شده در ٢٨ می ٢٠٢١.
2. ↑  "Good News From Qarqeen" (به انگلیسی). 2014-04-05. Retrieved 2024-07-23.
3. ↑  «Afghanistan Regional FSAC Cluster Update_ July 2015» (PDF). بایگانی‌شده از اصلی (PDF) در ۳ ژانویه ۲۰۱۹. دریافت‌شده در ۲۳ ژوئیه ۲۰۲۴.